# Световно първенство по футбол 1954
Световното първенство по футбол през 1954 година се провежда в Швейцария в периода от 16 юни 1954 г. до 4 юли 1954 г. Това е петото световно първенство по футбол и участие в него взимат 16 отбора. Те са разпределени в четири групи, в които има по четири отбора. От тях са определени по двама водача, които не се срещат помежду си. Турнирът започва с групова фаза, а после следват директни елиминации. Световен шампион става отборът на Федерална република Германия (ГФР) след победа с 3:2 над фаворита Унгария в Берн. Резултатът е сензация и затова този мач е наречен „Чудото от Берн“.
Това е първото световно първенство, част от мачовете на което са предавани по телевизията (само в някои европейски държави).

## България в квалификациите

### Група 8
| Отбор        | М | П | Р | З | ГР  | +/− | Точки |
| ------------ | - | - | - | - | --- | --- | ----- |
| Чехословакия | 4 | 3 | 1 | 0 | 5:1 | +4  | 7     |
| Румъния      | 4 | 2 | 0 | 2 | 5:5 | 0   | 4     |
| България     | 4 | 0 | 1 | 3 | 3:7 | -4  | 1     |

| 28.06.1953 | Букурещ    | Румъния      | – | България     | 3:1 (2:0) |
| 06.09.1953 | София      | България     | – | Чехословакия | 1:2 (0:2) |
| 11.10.1953 | София      | България     | – | Румъния      | 1:2 (1:1) |
| 08.11.1953 | Братислава | Чехословакия | – | България     | 0:0 (0:0) |

## Участници
В първенството взимат участие 12 отбора от Европа, 2 от Южна Америка и по един от Северна и Централна Америка, и от Азия:
| от Европа: - Австрия - Англия - Белгия - Италия - Турция (дебют) - Унгария - ГФР - Франция - Чехословакия - Швейцария - Шотландия (дебют) - Югославия |

| от Южна Америка: - Бразилия - Уругвай                |
| от Северна и Централна Америка и Карибите: - Мексико |
| от Азия: - Южна Корея (дебют)                        |

## Стадиони
Мачовете от турнира се провеждат в шест града в Швейцария: Базел, Берн, Цюрих, Лозана, Женева и Лугано.
| Берн              | Базел             | Цюрих             |
| ----------------- | ----------------- | ----------------- |
| Ванкдорф          | Санкт Якоб Парк   | Хардтурм          |
| Капацитет: 64 600 | Капацитет: 54 800 | Капацитет: 34 800 |
|                   |                   |                   |

| Женева            | Лозана                    | Лугано            |
| ----------------- | ------------------------- | ----------------- |
| Стад де Шармил    | Стад Олимпик де ла Понтез | Стадио Корнаредо  |
| Капацитет: 35 997 | Капацитет: 50 300         | Капацитет: 35 800 |
|                   |                           |                   |

Стадион „Санкт Якоб Парк“ в Базел е бил домакин на шест мача, стадионите в Берн, Цюрих и Лозана са приемат по пет мача, стадионът в Женева – 4 мача и стадионът в Лугано – 1 мач.

## Регламент
- 16-те участници са разделени на 8 „поставени“ (Австрия, Англия, Бразилия, Унгария, Италия, Турция, Уругвай, Франция) и 8 „непоставени“ участници. Появата на турския национален отбор сред поставените отбори, който никога досега не е участвал във финалната фаза на световно първенство, се обяснява с факта, че поставените отбори са определени преди края на квалификационния турнир и сред тях е трябвало да бъде националният отбор на Испания, който впоследствие загубва подбора (след допълнителен мач и чрез жребий) от националния отбор на Турция.
- Всяка група включваше 2 „поставени“ и 2 „непоставени“ отбора. Провеждат се мачове само между „поставени“ и „непоставени“ отбори.
- При равенство след 90 минути се дава продължение - 30 минути; ако резултатът беше равен след продълженията, се записваше равенство.
- При равен брой точки на отборите, заели 2-ро и 3-то място, между тях се насрочва преиграване.
- Плейофната група е съставена по необичаен начин: едната половина от нея включва  отборите, заели първо място в групите и те определят един от финалистите, а другата - второто (за разлика от традиционния принцип, когато в първия кръг на плейофите, първите места играят срещу вторите ). В резултат на това националният отбор на Унгария, който заема първо място в групата, по пътя към финала е трябвало да играе с настоящите вицешампион и световен шампион - националните отбори на Бразилия и Уругвай, и втория Германският национален отбор получи по-слаби съперници - националните отбори на Югославия и Австрия.

## Резултати

### Групова фаза
Забележка: При равенство в точките за определяне на отбор преминаващ в следващата фаза се играе допълнителен мач, а за определяне на първенец в групата се хвърля жребий (другите показатели не се взимат предвид).

#### Група 1
| Отбор     | М | П | Р | З | ВГ | ДГ | ГР | Т |
| --------- | - | - | - | - | -- | -- | -- | - |
| Бразилия  | 2 | 1 | 1 | 0 | 6  | 1  | +5 | 3 |
| Югославия | 2 | 1 | 1 | 0 | 2  | 1  | +1 | 3 |
| Франция   | 2 | 1 | 0 | 1 | 3  | 3  | 0  | 2 |
| Мексико   | 2 | 0 | 0 | 2 | 2  | 8  | −6 | 0 |

- Югославия е победител в групата след хвърляне на жребий.

| 16 юни 1954 18:00 CET |

| Бразилия                                         | 5 – 0  | Мексико |
| ------------------------------------------------ | ------ | ------- |
| Балтазар 23' Диди 30' Пинга 34', 43' Жулиньо 69' | Доклад |         |

| Стад де Шармил Женева 13 000 зрители Съдия: Реймонд Вислинг (Швейцария) |

| 16 юни 1954 18:00 CET |

| Югославия       | 1 – 0  | Франция |
| --------------- | ------ | ------- |
| Милутинович 15' | Доклад |         |

| Стад Олимпик де ля Понтез Лозана 27 000 зрители Съдия: Бенджамин Грифитс (Уелс) |

| 19 юни 1954 17:00 CET |

| Бразилия | 1 – 1 (пр) | Югославия |
| -------- | ---------- | --------- |
| Диди 69' | Доклад     | Зебец 48' |

| Стад Олимпик де ля Понтез Лозана 40 000 зрители Съдия: Чарли Фоултлес (Шотландия) |

| 19 юни 1954 17:10 CET |

| Франция                                              | 3 – 2  | Мексико                   |
| ---------------------------------------------------- | ------ | ------------------------- |
| Жан Винсент 19' Карденас 49' (авт.) Копа 88' (дузпа) | Доклад | Ламадрид 54' Балказар 85' |

| Стад де Шармил Женева 19 000 зрители Съдия: Мануел Асенси (Испания) |

#### Група 2
| Отбор           | М | П | Р | З | ВГ | ДГ | ГР  | Т |
| --------------- | - | - | - | - | -- | -- | --- | - |
| Унгария         | 2 | 2 | 0 | 0 | 17 | 3  | +14 | 4 |
| Германия        | 2 | 1 | 0 | 1 | 7  | 9  | -2  | 2 |
| Турция          | 2 | 1 | 0 | 1 | 8  | 4  | +4  | 2 |
| Република Корея | 2 | 0 | 0 | 2 | 0  | 16 | −16 | 0 |

| 17 юли 1954 18:00 CET |

| ГФР                                        | 4 – 1  | Турция  |
| ------------------------------------------ | ------ | ------- |
| Шафер 14' Клод 52' О.Валтер 60' Морлок 84' | Доклад | Суат 2' |

| Фанкдорф Щадион Берн 39 000 зрители Съдия: Жозе да Коста Виейра (Португалия) |

| 17 юни 1954 18:00 CET |

| Унгария                                                                   | 9 – 0  | Република Корея |
| ------------------------------------------------------------------------- | ------ | --------------- |
| Пушкаш 12', 89' Лантош 18' Кочиш 24', 36', 50' Цибор 59' Палоташ 75', 83' | Доклад |                 |

| Хардтурм Щадион Цюрих 18 000 зрители Съдия: Раймонд Винсенти (Франция) |

| 20 юни 1954 16:50 CET |

| Унгария                                                       | 8 – 3  | ГФР                         |
| ------------------------------------------------------------- | ------ | --------------------------- |
| Кочиш 3', 21', 69', 78' Пушкаш 17' Хидегкути 52', 54' Тот 75' | Доклад | Пфаф 25' Ран 77' Херман 84' |

| Санкт Якобс Щадион Базел 65 000 зрители Съдия: Уилям Линг (Англия) |

| 20 юни 1954 17:00 CET |

| Турция                                                 | 7 – 0  | Република Корея |
| ------------------------------------------------------ | ------ | --------------- |
| Суат 10', 30' Лефтер 24' Бурхан 37', 64', 70' Ерол 76' | Доклад |                 |

| Стад де Шармил Женева 3000 зрители Съдия: Естебан Марино (Уругвай) |

### Бараж
| 23 юни 1954 18:00 CET |

| ГФР                                                          | 7 – 2  | Турция                 |
| ------------------------------------------------------------ | ------ | ---------------------- |
| О.Валтер 7' Шефер 12', 79' Морлок 30', 60', 77' Ф.Валтер 62' | Доклад | Мустафа 21' Лефтер 82' |

| Хардтурм Щадион Цюрих 18 000 зрители Съдия: Раймонд Винсенти (Франция) |

#### Група 3
| Отбор        | М | П | Р | З | ВГ | ДГ | ГР | Т |
| ------------ | - | - | - | - | -- | -- | -- | - |
| Уругвай      | 2 | 2 | 0 | 0 | 9  | 0  | +9 | 4 |
| Австрия      | 2 | 2 | 0 | 0 | 6  | 0  | +6 | 4 |
| Чехословакия | 2 | 0 | 0 | 2 | 0  | 7  | −7 | 0 |
| Шотландия    | 2 | 0 | 0 | 2 | 0  | 8  | −8 | 0 |

- Австрия е определен за победител след хвърляне на монета.

| 16 юни 1954 18:00 CET |

| Уругвай                | 2 – 0  | Чехословакия |
| ---------------------- | ------ | ------------ |
| Мигес 72' Скиафино 81' | Доклад |              |

| Фанкдорф Щадион Берн 20 500 зрители Съдия: Артър Елис (Англия) |

| 16 юни 1954 18:00 CET |

| Австрия    | 1 – 0  | Шотландия |
| ---------- | ------ | --------- |
| Пробст 33' | Доклад |           |

| Хардтурм Щадион Цюрих 30 000 зрители Съдия: Лаурен Франкен (Белгия) |

| 19 юни 1954 16:50 CET |

| Уругвай                                             | 7 – 0  | Шотландия |
| --------------------------------------------------- | ------ | --------- |
| Борхес 17', 47', 57' Мигес 30', 83' Абадие 54', 85' | Доклад |           |

| Санкт Якобс Щадион Базел 43 000 зрители Съдия: Винченцо Орландини (Италия) |

| 19 юни 1954 17:00 CET |

| Австрия                              | 5 – 0  | Чехословакия |
| ------------------------------------ | ------ | ------------ |
| Стояспал 3', 70' Пробст 4', 21', 24' | Доклад |              |

| Хардтурм Щадион Цюрих 25 000 зрители Съдия: Васа Стефанович (Югославия) |

#### Група 4
| Отбор     | М | П | Р | З | ВГ | ДГ | ГР | Т |
| --------- | - | - | - | - | -- | -- | -- | - |
| Англия    | 2 | 1 | 1 | 0 | 6  | 4  | +2 | 3 |
| Швейцария | 2 | 1 | 0 | 1 | 2  | 3  | -1 | 2 |
| Италия    | 2 | 1 | 0 | 1 | 5  | 3  | +2 | 2 |
| Белгия    | 2 | 0 | 1 | 1 | 5  | 8  | −3 | 1 |

| 17 юни 1954 17:50 CET |

| Швейцария            | 2 – 1  | Италия        |
| -------------------- | ------ | ------------- |
| Баламан 18' Хюги 78' | Доклад | Бониперти 44' |

| Стад Олимпик де ля Понтез Лозана 43 000 зрители Съдия: Марио Виана (Бразилия) |

| 17 юни 1954 18:10 CET |

| Англия                             | 4 – 4 (пр) | Белгия                                      |
| ---------------------------------- | ---------- | ------------------------------------------- |
| Броадис 26', 63' Лофтхаус 36', 91' | Доклад     | Анул 5', 71' Копенс 67' Дикинсън 94' (авт.) |

| Санкт Якобс Щадион Базел 40 000 зрители Съдия: Емил Шметцер (Германия) |

| 20 юни 1954 17:00 CET |

| Италия                                                  | 4 – 1  | Белгия   |
| ------------------------------------------------------- | ------ | -------- |
| Пандолфини 41' (дузпа) Гали 48' Фриняни 58' Лоренци 78' | Доклад | Анул 81' |

| Корнаредо Щадион Лугано 26 000 зрители Съдия: Карл Ерих Стеинер (Австрия) |

| 20 юни 1954 17:10 CET |

| Англия               | 2 – 0  | Швейцария |
| -------------------- | ------ | --------- |
| Мулен 43' Уилшоу 69' | Доклад |           |

| Фанкдорф Щадион Берн 50 000 зрители Съдия: Ищван Жолт (Унгария) |

### Бараж
| 23 юни 1954 18:00 CET |

| Швейцария                           | 4 – 1  | Италия    |
| ----------------------------------- | ------ | --------- |
| Хюги 14', 85' Баламан 48' Фатон 90' | Доклад | Нести 67' |

| Санкт Якобс Щадион Базел 30 000 зрители Съдия: Бенджамин Грифитс (Уелс) |

## Директни елиминации
|  | Четвъртфинали   | Четвъртфинали  |                 |         | Полуфинали  | Полуфинали  |  |  | Финал         | Финал |
|  |                 |                |                 |         |             |             |  |  |               |       |
|  | 27 юни – Берн   |                |                 |         |             |             |  |  |               |       |
|  |                 |                |                 |         |             |             |  |  |               |       |
|  | Бразилия        | 2              |                 |         |             |             |  |  |               |       |
|  | Бразилия        | 2              | 30 юни – Лозана |         |             |             |  |  |               |       |
|  | Унгария         | 4              |                 |         |             |             |  |  |               |       |
|  | Унгария         | 4              | Унгария (пр.)   | 4       |             |             |  |  |               |       |
|  | 26 юни – Базел  |                | Унгария (пр.)   | 4       |             |             |  |  |               |       |
|  |                 | Уругвай        | 2               |         |             |             |  |  |               |       |
|  | Уругвай         | Уругвай        | 2               | 4       |             |             |  |  |               |       |
|  | Уругвай         |                | 4 юли – Берн    | 4       |             |             |  |  |               |       |
|  | Англия          | 2              |                 |         |             |             |  |  |               |       |
|  | Англия          | 2              | Унгария         | 2       |             |             |  |  |               |       |
|  | 27 юни – Женева |                | Унгария         | 2       |             |             |  |  |               |       |
|  |                 | Германия       | 3               |         |             |             |  |  |               |       |
|  | Югославия       | Германия       | 3               | 0       |             |             |  |  |               |       |
|  | Югославия       | 30 юни – Базел |                 | 0       |             |             |  |  |               |       |
|  | Германия        | 2              |                 |         |             |             |  |  |               |       |
|  | Германия        | 2              | Германия        | 6       | Трето място | Трето място |  |  |               |       |
|  | 26 юни – Лозана |                | Германия        | 6       | Трето място | Трето място |  |  |               |       |
|  |                 | Австрия        | 1               |         |             |             |  |  |               |       |
|  | Австрия         | Австрия        | 1               | 7       | Уругвай     | 1           |  |  |               |       |
|  | Австрия         |                |                 | 7       | Уругвай     | 1           |  |  |               |       |
|  | Швейцария       | 5              |                 | Австрия | 3           |             |  |  |               |       |
|  | Швейцария       | 5              |                 |         | 3           |             |  |  |               |       |
|  |                 |                |                 |         |             |             |  |  | 3 юли – Цюрих |       |
|  |                 |                |                 |         |             |             |  |  |               |       |

### Четвъртфинали
| 26 юни 1954 17:00 CET |

| Австрия                                                     | 7 – 5  | Швейцария                           |
| ----------------------------------------------------------- | ------ | ----------------------------------- |
| Вагнер 25', 27', 53' Кьорнер 26', 34' Оквирк 32' Пробст 76' | Доклад | Баламан 16', 39' Хюги 17', 19', 58' |

| Стад Олимпик де ля Понтез Лозана 35 000 зрители Съдия: Чарли Фоултлес (Шотландия) |

| 26 юни 1954 17:00 CET |

| Уругвай                                       | 4 – 2  | Англия                |
| --------------------------------------------- | ------ | --------------------- |
| Борхес 5' Варела 39' Скиафино 46' Амброис 78' | Доклад | Лофтхаус 16' Фини 67' |

| Санкт Якобс Щадион Базел 35 000 зрители Съдия: Карл Ерик Стейнер (Австрия) |

| 27 юни 1954 17:00 CET |

| Бразилия                              | 2 – 4  | Унгария                                       |
| ------------------------------------- | ------ | --------------------------------------------- |
| Джалма Сантос 18' (дузпа) Жулиньо 65' | Доклад | Хидегкути 4' Кочиш 7', 88' Лантош 60' (дузпа) |

| Фанкдорф Щадион Берн 60 000 зрители Съдия: Артър Елис (Англия) |

| 27 юни 1954 17:00 CET |

| Югославия | 0 – 2  | ГФР                      |
| --------- | ------ | ------------------------ |
|           | Доклад | Хорват 9' (авт.) Ран 85' |

| Стад де Шармил Женева 20 000 зрители Съдия: Ищван Жолт (Унгария) |

### Полуфинали
| 30 юни 1954 18:00 CET |

| Унгария                                  | 4 – 2 (пр) | Уругвай          |
| ---------------------------------------- | ---------- | ---------------- |
| Цибор 13' Хидегкути 46' Кочиш 111', 116' | Доклад     | Хохберг 75', 86' |

| Стад Олимпик де ля Понтез Лозана 37 000 зрители Съдия: Бенджамин Грифитс (Уелс) |

| 30 юни 1954 17:00 CET |

| ГФР                                                                     | 6 – 1  | Австрия    |
| ----------------------------------------------------------------------- | ------ | ---------- |
| Шефер 31' Морлок 47' Ф.Валтер 54' (дузпа) 64' (дузпа) О.Валтер 61', 89' | Доклад | Пробст 51' |

| Санкт Якобс Щадион Базел 58 000 зрители Съдия: Винченцо Орландини (Италия) |

### Мач за трето място
| 3 юли 1954 17:00 CET |

| Уругвай     | 1 – 3  | Австрия                                         |
| ----------- | ------ | ----------------------------------------------- |
| Хохберг 22' | Доклад | Стояспал 16' (дузпа) Крус 59' (авт.) Оквирк 89' |

| Хардтурм Щадион Цюрих 35 000 зрители Съдия: Раймон Вислинг (Швейцария) |

### Финал
| 4 юли 1954 17:00 CET |

| Унгария            | 2 – 3  | ГФР                     |
| ------------------ | ------ | ----------------------- |
| Пушкаш 6' Цибор 8' | Доклад | Морлок 10' Ран 18', 84' |

| Фанкдорф Щадион Берн 60 000 зрители Съдия: Уилям Линг (Англия) |

Дотогава Унгария е смятана за непобедима, нейният „златен отбор“ става олимпийски шампион през 1952 г., а от май 1950 г. до финала в Берн е непобедена в 32 двубоя, като само 4 от тях завършва наравно. Преди да срещне Западна Германия в последната среща, Унгария елиминира с по 4:2 Бразилия и световните шампиони Уругвай. След загубата с 3:8 в предварителната група много малко футболни експерти са смятали, че германската победа е възможна. Резултатът 0:2 в първите минути само потвърждава предварителните прогнози. Но той мобилизира германците и при следващата контраатака те успяват да върнат един гол. От проливния дъжд теренът на стадиона става все по-разкалян и не позволява да се прояви игровото превъзходство на технически и тактически по-добрите унгарски футболисти, а дава предимство на силовата и твърда игра на германците.
Те изравняват резултата до почивката. През второто полувреме теренът става все по-тежък, а играта още по-трудна. Преимущество на германците дават новаторските футболни обувки на спортната компания Адидас, които са снабдени за първи път със сменяеми бутони и им позволяват по-добра стабилност и по-лесно движение от унгарците върху мократа и кална трева. Така към края на мача при едно разбъркване унгарската защита отбива топката към десния халф Божик, той я овладява, но го пресреща Шефер и центрира навътре в игрището. Топката е отбита с глава, но попада пак у Шефер и той я рита назад към свободния Хелмут Ран, той стреля във вратата и в 84-та минута вкарва решаващия гол за победата с 3:2, наречена „Чудото от Берн“.

## Световен шампион
| Световно първенство по футбол 1954 Победител |
| -------------------------------------------- |
| ФР Германия                                  |
| ФР Германия Първа Титла                      |

### Състав на ФР Германия
- Във финалния мач: Тони Турек – Йозеф Позипал, Вернер Колмайер – Хорст Екел, Вернер Либрих, Карл Май – Хелмут Ран, Макс Морлок, Отмар Валтер, Фриц Валтер, Ханс Шефер.
- В другите срещи: Лабанд, Клот, Квятовски, Байер, Мебус, Пфаф, Херман.

## Голмайстори
| Футболист        | Голове |
| ---------------- | ------ |
| Шандор Кочиш     | 11     |
| Макс Морлок      | 8      |
| Ерих Пробст      | 6      |
| Хелмут Ран       | 4      |
| Роберт Баламан   | 4      |
| Нандор Хидегкути | 4      |
| Ференц Пушкаш    | 4      |
| Карлос Борхес    | 4      |

## Идеален отбор на първенството
1 – Грошич (Унгария)

2 – Джалма Сантос (Бразилия), 3 – Либрих (ФРГ), 4 – Бърн (Англия)

5 – Божик (Унгария), 6 – Андраде (Уругвай)

7 – Цибор (Унгария), 8 – Кочиш (Унгария), 9 – Фриц Валтер (ФРГ), 10 – Пушкаш (Унгария), 11 – Борхес (Уругвай).

## Разкрития и скандали
Направени са обаче разкрития, които пораждат съмнения, че германците се сдобиват с титлата с помощта на нечестни методи – взимане на допинг. Според тях, играчите от германския отбор са получили инжекции с метамфетамини и веществото Первитин през почивката между двете полувремена на мача и затова са издържали срещу толкова силен съперник. Медикаментът Первитин е бил инжектиран на нацистките войници по време на Втората световна война, за да издържат по-дълго време в битка. През войната в Германия са били произведени много големи количества от него и девет години след края ѝ все още е имало големи запаси в страната. Домакинът на стадиона в Берн, Валтер Брьониман, разкрива в ефира на обществената телевизия ARD, че е намерил огромно количество спринцовки, захвърлени до дренажната система. Това кара лекаря на германския национален отбор по онова време д-р Франц Лооген да признае, че е инжектирал играчите. Но по думите му, той вкарал в телата им само безобидния витамин Ц, за да увеличи силно издръжливостта им в следващите до три часа. Това не съвпада напълно с изявленията на играчите, макар всички да отричат взимането на допинг. Десният халф Хорст Екел казва на тържествата по случай 50-годишнината от „Чудото в Берн“, че им е инжектирана глюкоза, а лявото крило Ханс Шефер не споменава за инжекции, а заявява, че докторът им е дал само витамини, без да уточнява на хапчета или в друга форма. Живите членове на състава от 1954 г. продължават да отричат, че са постигнали успеха си с неморални средства. Само че д-р Лооген е бил и германски войник през Втората световна война, прекарал е три години на фронта и още пет като военнопленник. Той е бил наясно с методите, използвани от нацистката войска по време на бой, а според някои от историографите на Мондиал 1954, не се е посвенил да използва подобни методи и с футболистите. През 50-те години обаче няма списък със забранени стимуланти във футбола и дори да са използвали Первитин и други медикаменти, германците на практика не са нарушили нищо в правилника и остава само моралният аспект на случая.
Макар категорично да отричат, че са вършили нередни неща, в началото на 1955 г. цели осем членове на отбора на вече новите световни шампиони се разболяват тежко и са пратени на лечение в СПА-център. Сеп Хербергер и трима футболисти се разболяват от жълтеница, двама хващат черна треска, а още двама – от тенорея. По-късно двама играчи на този отбор умират от цироза на черния дроб, един от които е крилото Ричард Херман, на 39 години. А е доказано, че первитинът има тежко въздействие именно върху черния дроб.
Обвиненията за допинг към германците са най-големи в Унгария, след като много по-силният им отбор не става световен шампион. Даже самият унгарски футболист Ференц Пушкаш отправя подобни упреци към германците. Но макар и с доста косвени доказателства, преки такива за употреба на допинг от Бундестима няма, а всички участници в мача са категорични, че са ползвали витамин Ц и глюкоза. За това ГФС забранява на националния си тим да играе двубои срещу Унгария. Едва след писменото извинение на унгарската федерация през 1960 г. забраната е отменена. 
Много съмнения върху честността на успеха на германския отбор създава и мащабно изследване на Университета Хумболд, наречено „Допингът в Германия от 1950 г. до днешни дни“, което излиза през 2011 г. В него се разкрива, че до началото на 70-те години в Германия е имало политика за стимулиране на спортисти с ефедрин, тестостерон, метамфетамини и други вещества. В него не се акцентира конкретно върху отбора, станал световен шампион по футбол през 1954 г., но съмненията се засилват. Обаче отправените обвинения към отбора във вземане на допинг не успяват да бъдат потвърдени.